# اوکه اسکیتوال
اوکه اسکیتوال (سوئدی: Åke Skyttevall؛ زادهٔ ۲۸ فوریهٔ ۱۹۵۶) بازیکن بسکتبال اهل سوئد بود. وی در بازی‌های المپیک تابستانی ۱۹۸۰ شرکت کرده‌است.